# Aulax umbellata
Aulax umbellata är en tvåhjärtbladig växtart som först beskrevs av Carl Peter Thunberg, och fick sitt nu gällande namn av Robert Brown. Aulax umbellata ingår i släktet Aulax och familjen Proteaceae. Inga underarter finns listade i Catalogue of Life.